# Wojciech Długoborski
Wojciech Długoborski (ur. 13 kwietnia 1954 w Szczecinie) – polski polityk i samorządowiec, przewodniczący sejmiku zachodniopomorskiego I kadencji (2000–2001), poseł na Sejm IV kadencji, prezes Unii Miasteczek Polskich (2011–2019).

## Życiorys
Ukończył w 1980 studia na Wydziale Inżynieryjno-Ekonomicznym Transportu Politechniki Szczecińskiej. W latach 80. był kolejno pracownikiem administracyjnym i kierownikiem działu socjalnego na Politechnice Szczecińskiej, dyrektorem centrum kultury młodzieży i przewodniczącym wojewódzkiego zarządu Związku Socjalistycznej Młodzieży Polskiej. W 1990 objął stanowisko burmistrza gminy i miasta Gryfino, które pełnił do 2001. Od 1998 do 2001 zasiadał także w sejmiku zachodniopomorskim (od 2000 jako przewodniczący). Należał do władz stowarzyszenia Euroregion Pomerania. W latach 2001–2005 sprawował mandat posła na Sejm IV kadencji z okręgu szczecińskiego, wybranego z listy SLD-UP. W latach 2003–2004 kierował wojewódzkimi strukturami Sojuszu Lewicy Demokratycznej. W 2005 nie ubiegał się o reelekcję, rok później bez rekomendacji partii kandydował w wyborach samorządowych kandydował na radnego Szczecina i burmistrza gminy Chojna. Po wyborczej porażce został powołany na stanowisko zastępcy burmistrza tej gminy. W 2007 został wykluczony z SLD (później powrócił do partii). W 2014 z własnego komitetu bezskutecznie startował na burmistrza Gryfina. W 2018 z listy SLD Lewica Razem został natomiast radnym powiatu gryfińskiego.
W 2011 i 2015 wybierany na prezesa Unii Miasteczek Polskich; pełnił tę funkcję do 2019. Startował do Sejmu z ramienia SLD do Sejmu w 2019 oraz z listy powstałej z przekształcenia tej partii Nowej Lewicy w 2023.

## Odznaczenia i wyróżnienia
W 2010 otrzymał Krzyż Kawalerski Orderu Odrodzenia Polski. W 2000 odznaczony Złotym Krzyżem Zasługi, a w 2015 Odznaką Honorową za Zasługi dla Samorządu Terytorialnego. W 2005 wyróżniony Krzyżem „Za Zasługi dla ZKRPibWP”.